# Eklången, Södermanland
Eklången är en sjö i Eskilstuna kommun, Flens kommun och Strängnäs kommun i Södermanland och ingår i Norrströms huvudavrinningsområde. Sjön har en area på 2,11 kvadratkilometer och ligger 29 meter över havet. Sjön avvattnas av vattendraget Råcksta å (Bergaån).

## Delavrinningsområde
Eklången ingår i det delavrinningsområde (656887-156079) som SMHI kallar för Utloppet av Eklången. Medelhöjden är 45 meter över havet och ytan är 24,01 kvadratkilometer. Räknas de 4 avrinningsområdena uppströms in blir den ackumulerade arean 75,88 kvadratkilometer. Råcksta å (Bergaån) som avvattnar avrinningsområdet har biflödesordning 2, vilket innebär att vattnet flödar genom totalt 2 vattendrag innan det når havet efter 99 kilometer. Avrinningsområdet består mestadels av skog (64 procent). Avrinningsområdet har 2,16 kvadratkilometer vattenytor vilket ger det en sjöprocent på 9 procent.